# Daniel Unger
Daniel Unger (* 22. März 1978 in Ravensburg) ist ein ehemaliger deutscher Triathlet. Er ist Weltmeister auf der Kurzdistanz (2007), mehrfacher Weltcup-Sieger, sowie vierfacher Deutscher Meister auf der Sprint- und Kurzdistanz (2002, 2004, 2006, 2008).

## Werdegang
Von 1983 bis 2004 lebte Unger in Mengen im Landkreis Sigmaringen. Im Alter von fünf Jahren trat Unger dem örtlichen Fußballverein bei und als Zwölfjähriger bestritt er 1990 in seinem Heimatort Mengen seinen ersten Triathlon. Wie er selbst sagt: „Der Beginn einer Leidenschaft“, auch wenn das erste Resultat – bei diesem Wettkampf belegte er den Rang 284 unter 290 Teilnehmern – dies nicht vermuten lässt. Im folgenden Jahr wurde er Mitglied der Triathlonabteilung des TV Mengen unter der Führung seines ersten Trainers Hermann Kramer. Bereits ein Jahr später wurde Unger Baden-Württembergischer Meister seiner Altersklasse und Mitglied des Landeskaders. 1993 wurde er für die Jugend-Nationalmannschaft nominiert und nahm im selben Jahr bei der Jugend-Europameisterschaft in Spanien teil.
1996 schaffte er bei den Europameisterschaften der Junioren und bei den Weltmeisterschaften der Junioren in Cleveland den internationalen Durchbruch mit Platzierungen unter den ersten Zehn. Von 1997 bis 2005 startete er für das ASICS-Team Witten in der Triathlon-Bundesliga, wo er mit seinem Team von 1997 bis 2000 viermal in Folge den Titel des Deutschen Mannschaftsmeisters holte. Unger holte sich 2000 seinen ersten WM-Titel, den des Militärweltmeisters. 2002 wurde er in Frankfurt erstmals Deutscher Meister. 2004 war er für die Olympischen Spiele 2004 in Athen qualifiziert, konnte aber wegen einer Erkrankung an Pfeifferschem Drüsenfieber nicht an den Spielen teilnehmen und fungierte während der Triathlon-Wettkämpfe in Athen als Co-Kommentator für Eurosport.
2004 zog er nach Bad Saulgau im Landkreis Sigmaringen und wechselte 2005 wieder zum TV Mengen. Seit 2007 startet er für das Hansgrohe-Team Schwarzwald und wird von Hansgrohe seit 2008 auch als Einzelstarter gefördert. Er wurde auch betreut vom Ernährungswissenschaftler Wolfgang Feil.

### Weltmeister Triathlon Kurzdistanz 2007
2007 gewann „Ungerman“, so sein Spitzname, die ITU-Kurzdistanz-Weltmeisterschaft (1500 m Schwimmen, 40 km Radfahren und 10 km Laufen) in Hamburg. Damit qualifizierte er sich auch für die Olympischen Spiele 2008 in Peking, wo er den 6. Platz errang. Kurz zuvor, am 2. August 2008, war er zum vierten Mal Deutscher Meister und mit dem Hansgrohe-Team Deutscher Mannschaftsmeister geworden.
Bei der Wahl zum Sportler des Jahres 2007 belegte Daniel Unger den siebten Platz. Der WM-Sieg machte Unger auch wiederholt zum Studiogast im Aktuellen Sportstudio des ZDF: Am Samstag nach seinem WM-Sieg war Daniel Unger erstmals Interviewpartner in der Sendung, eine Woche vor Beginn der Olympischen Spiele war er gemeinsam mit Ricarda Lisk erneut dort Studiogast und ein weiteres Mal am 13. Juni 2009 gemeinsam mit Olympiasieger Jan Frodeno.
Bis zum Frühjahr 2010 fungierte Daniel Unger für mehrere Jahre als Athletensprecher der Deutschen Triathlon Union (DTU). 2011 gründete Daniel Unger ein Nachwuchs-Team. 2013 wechselte er gemeinsam mit Thomas Hellriegel zum SSV Ulm 1846.
Von 2007 bis einschließlich 2009 war Unger Mitglied des Top-Team bzw. A-Kader der DTU, ab 2010 im B-Kader und 2012 im S-Kader der Deutschen Triathlon Union.

### Triathlon-Langdistanz seit 2012
Im Dezember 2012 kündigte er mit seinem geplanten Start beim Ironman Germany im Juli den Wechsel auf die Langdistanz an.
Nach dem 3,8 km langen Schwimmen im 21 °C warmen Langener Waldsee hatte Unger lediglich 9 Sekunden Rückstand auf die Spitze, am Ende wurde der Bad Saulgauer in 8:30:04 h Fünfzehnter.
2015 fungierte Daniel Unger beim „Tri-Islands-Triathlon“ als sportlicher Leiter eines von einem österreichischen Getränkehersteller organisierten Triathlons über die drei nordfriesischen Inseln Amrum, Föhr und Sylt.

### Privates
Nach seinem Wirtschafts-Abitur 1997 trat Unger für die folgenden zwei Jahre der Sportfördergruppe der Bundeswehr in Mainz bei. Dieser Zeit folgte eine Ausbildung zum Gas- und Wasserinstallateur. Im Jahr 2004 begann Unger ein Studium der Betriebswirtschaftslehre an der Hochschule Albstadt-Sigmaringen, das er aufgrund seiner sportlichen Erfolge aussetzte. Im März 2007 eröffnet Daniel Unger in Bad Saulgau ein Fachgeschäft für Triathleten, Läufer und Ausdauersportler. 2013 gründete er die Marke SPORTFREUND und war Geschäftsführer des „Sportfreund Shops“ in Ulm.
Daniel Unger hat an der Trainerakademie in Köln das Studium des Diplom-Trainers absolviert und er ist als High Performance Trainer bei der Deutschen Triathlon Union tätig. Insbesondere ist er verantwortlich für die sportliche Entwicklung der Athleten am Bundesstützpunkt Saarbrücken.
Unger war als Renndirektor des „Tri-Island-Triathlon“ tätig. Als Moderator und TV-Experte ist er für Sender wir das ZDF und Eurosport aktiv.
Daniel Unger wurde im April 2025 vom australischen Triathlonverband „AusTriathlon“ zusammen mit der Britin Non Stanford-Royle zum Ascent Academy Coach ernannt und er soll mit ihr zusammen die Entwicklung der Triathletinnen und Triathleten leiten.
Daniel Unger ist verheiratet und hat vier Kinder.

## Sportliche Erfolge
| Datum/Jahr    | Rang | Wettbewerb                                          | Austragungsort    | Zeit     | Bemerkung |
| ------------- | ---- | --------------------------------------------------- | ----------------- | -------- | --- |
| 27. Juni 2014 | 1    | Triathlon Lauingen                                  | Lauingen          | 01:56:28 | [ 27 ] |
| 11. Mai 2013  | 16   | Ironman 70.3 Mallorca                               | Alcúdia           | 04:06:25 | erster Start bei einem Rennen der Ironman 70.3-Serie |
| 28. Apr. 2013 | 1    | Volcano Triathlon                                   | Lanzarote         | 01:55:53 | vor Ritchie Nicholls |
| 5. Aug. 2012  | 2    | Frankfurt-City-Triathlon                            | Frankfurt         | 01:55:27 | Zweiter hinter Nils Frommhold und vor Horst Reichel |
| 21. Juli 2012 | DNF  | Allgäu Triathlon                                    | Immenstadt        | –        | Rennabbruch nach Zeitstrafe |
| 19. Feb. 2012 | 5    | ITU Sprint Triathlon African Cup                    | Kapstadt          | 00:55:19 | 750 m Schwimmen, 20 km Radfahren und 5 km Laufen |
| 12. Feb. 2012 | 1    | ITU Sprint Triathlon Pan American Cup               | Bridgetown        | 00:55:32 | [ 31 ] |
| 16. Juli 2011 | DNF  | ITU World Championship Series 2011                  | Hamburg           | –        | [ 32 ] |
| 29. Mai 2011  | 5    | ITU Triathlon European Cup                          | Brasschaat        | 01:44:57 | auf der olympischen Distanz (1,5 km Schwimmen, 40 km Radfahren und 10 km Laufen)                                                                                         |
| 8. Mai 2011   | 14   | ITU Triathlon World Cup                             | Monterrey         | 01:48:17 | |
| 17. Okt. 2010 | 42   | ITU Triathlon World Cup                             | Tongyeong         | 01:53:55 | |
| 18. Sep. 2010 | 2    | DTU Deutsche Triathlon-Meisterschaft Kurzdistanz    | Schliersee        | 02:00:13 | Deutscher Vizemeister bei der Internationalen Deutschen Meisterschaft beim Alpen-Triathlon über die olympische Distanz (1,5 km Schwimmen, 40 km Radfahren, 10 km Laufen) |
| 9. Juli 2010  | 2    | Hansgrohe World Supersprint                         | Offenburg         | 00:53:59 | 750 m Schwimmen, 20 km Radfahren und 5 km Laufen |
| 13. Juni 2010 | 4    | Citytriathlon Heilbronn                             | Heilbronn         | 03:01:25 | Vierter, hinter dem Sieger Sebastian Kienle (2 km Schwimmen, 70 km Radfahren und 15 km Laufen)                                                                           |
| 11. Apr. 2010 | 29   | ITU World Championship Series 2010                  | Sydney            | 01:54:08 | Radunfall beim Auftaktrennen der Saison 2010 |
| 23. Aug. 2009 | DNF  | ITU World Championship Series 2009                  | Yokohama          | –        | 7. Rennen |
| 26. Juli 2009 | 51   | ITU Triathlon World Championship Series 2009        | Hamburg           | 01:52:02 | Daniel Unger beendete das 5. Rennen trotz einer Radpanne |
| 31. Aug. 2008 | 3    | 21. Bayer-Triathlon                                 | Krefeld           | 02:00:49 | Olympische Distanz |
| 19. Aug. 2008 | 6    | Olympische Sommerspiele 2008                        | Peking            | 01:49:43 | |
| 2. Aug. 2008  | 1    | DTU Deutsche Triathlon-Meisterschaft Sprintdistanz  | Gelsenkirchen     |          | Deutscher Triathlon-Meister |
| 6. Juli 2008  | 1    | ITU World Cup                                       | Hamburg           | 01:46:51 | Sieg vor Jan Frodeno beim Hamburg Cityman |
| 4. Mai 2008   | 1    | ITU World Cup                                       | Richards Bay      | 01:52:49 | [ 40 ] |
| 30. Aug. 2007 | 1    | ITU Short Distance Triathlon World Championships    | Hamburg           | 01:43:18 | Triathlon-Weltmeister (Kurzdistanz) |
| 30. Juni 2007 | 3    | ETU Short Distance Triathlon European Championships | Kopenhagen        | 01:52:30 | Kurzdistanz |
| 6. Nov. 2006  | 2    | ITU Triathlon Team World Championships              | Cancún            | 00:58:03 | Vizeweltmeister in der Teamwertung – zusammen mit Jan Frodeno und Maik Petzold (3 × 250 m Schwimmen, 6,67 km Radfahren und 1,67 km Laufen)                               |
| 14. Juli 2006 | 1    | DTU Deutsche Triathlon-Meisterschaft Kurzdistanz    | Schliersee        | 02:03:13 | Deutscher Triathlon-Meister beim Alpen-Triathlon |
| 18. Apr. 2004 | 3    | ETU Short Distance Triathlon European Championships | Valencia          | 01:49:05 | Kurzdistanz |
| 20. Juni 2004 | 1    | DTU Deutsche Triathlon-Meisterschaft Kurzdistanz    | Potsdam           | 01:38:56 | Deutscher Meister auf der Kurzdistanz |
| 6. Juli 2002  | 5    | ETU Short Distance Triathlon European Championships | Győr              | 01:48:15 | [ 46 ] |
| 16. Juni 2002 | 1    | DTU Deutsche Triathlon-Meisterschaft Kurzdistanz    | Frankfurt am Main | 01:42:31 | Deutscher Meister auf der Kurzdistanz |
| 23. Juni 2001 | 12   | ETU Short Distance Triathlon European Championships | Karlsbad          | 02:06:13 | |
| 1999          | 1    | Kalterer See Triathlon                              | Kalterer See      |          | auf der olympischen Distanz |
| 30. Aug. 1998 | 13   | ITU Short Distance Triathlon World Championships    | Lausanne          | 02:03:35 | WM-Bronze mit der deutschen Mannschaft |

| Datum/Jahr   | Rang | Wettbewerb      | Austragungsort    | Zeit     | Bemerkung                                                  |
| ------------ | ---- | --------------- | ----------------- | -------- | ---------------------------------------------------------- |
| 7. Juli 2013 | 15   | Ironman Germany | Frankfurt am Main | 08:30:04 | erster Ironman-Start bei der Ironman European Championship |

(DNF – Did Not Finish)